# Schömerich
 Schömerich là một đô thị thuộc trong huyện Trier-Saarburg thuộc bang Rheinland-Pfalz, phía tây nước Đức. Đô thị này có diện tích 2,46 km², dân số thời điểm ngày 31 tháng 12 năm 2006 là 115 người.